# Chrysopilus brasiliensis
Chrysopilus brasiliensis är en tvåvingeart som först beskrevs av Camillo Rondani 1850.  Chrysopilus brasiliensis ingår i släktet Chrysopilus och familjen snäppflugor. Inga underarter finns listade i Catalogue of Life.